# Penisola di Osa
La Penisola di Osa (in spagnolo: Península de Osa) è una penisola che si trova a sud-ovest della Costa Rica, nella provincia di Puntarenas con l'oceano Pacifico a ovest e il Golfo dolce a est.
La penisola si è formata geologicamente da un sistema di faglia che si estende a nord in California.
La penisola è sede di almeno la metà di tutte le specie viventi della Costa Rica.
La città principale è Puerto Jiménez, che ha il suo aeroporto e fornisce l'accesso al Parco nazionale del Corcovado come ai paesi costieri di Cabo Matapalo e Carate.